# Syster Bojans Backe
Syster Bojans Backe är en gångväg i södra Guldheden, Göteborg, och är uppkallad efter Ingeborg Kastman.